# Герб Бохуслена
Герб Бохуслена (швед. Bohusläns vapen) — символ исторической провинции (ландскапа)
Бохуслен, Швеция. Также употребляется как элемент герба современного административно-территориального образования лена Вестра-Гёталанд.

## История
Герб Бохуслена был разработан 1660 для представления недавно включенной в состав Швеции новой провинции на похоронах короля Карла X Густава.

## Описание (блазон)
В серебряном поле червлёная крепость с зубчатой башней и двумя закрытыми золотыми воротами с чёрными петлями и замками, слева на неё восстающий лазоревый лев с золотыми языком, зубами и когтями, а справа — лазоревый меч остриём вверх.

## Содержание
Основой для герба Бохуслена стал символ города Кунгельв.
Герб ландскапа может увенчиваться герцогской короной.

Герб ландскапа с герцогской короной